# 서커스 크니

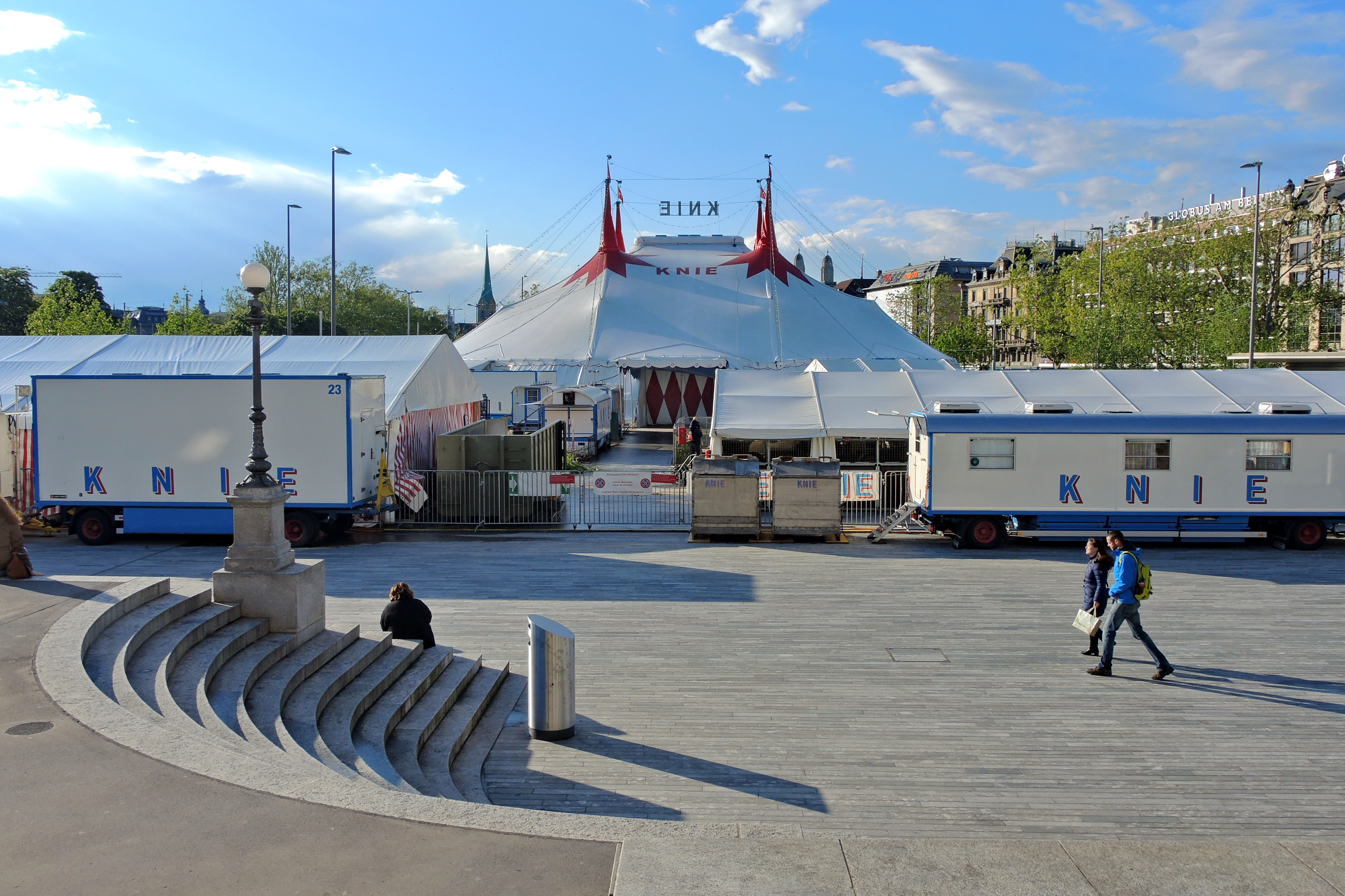
2014년 5월 취리히 젝세로이텐 광장에서 열린 서커스 크니

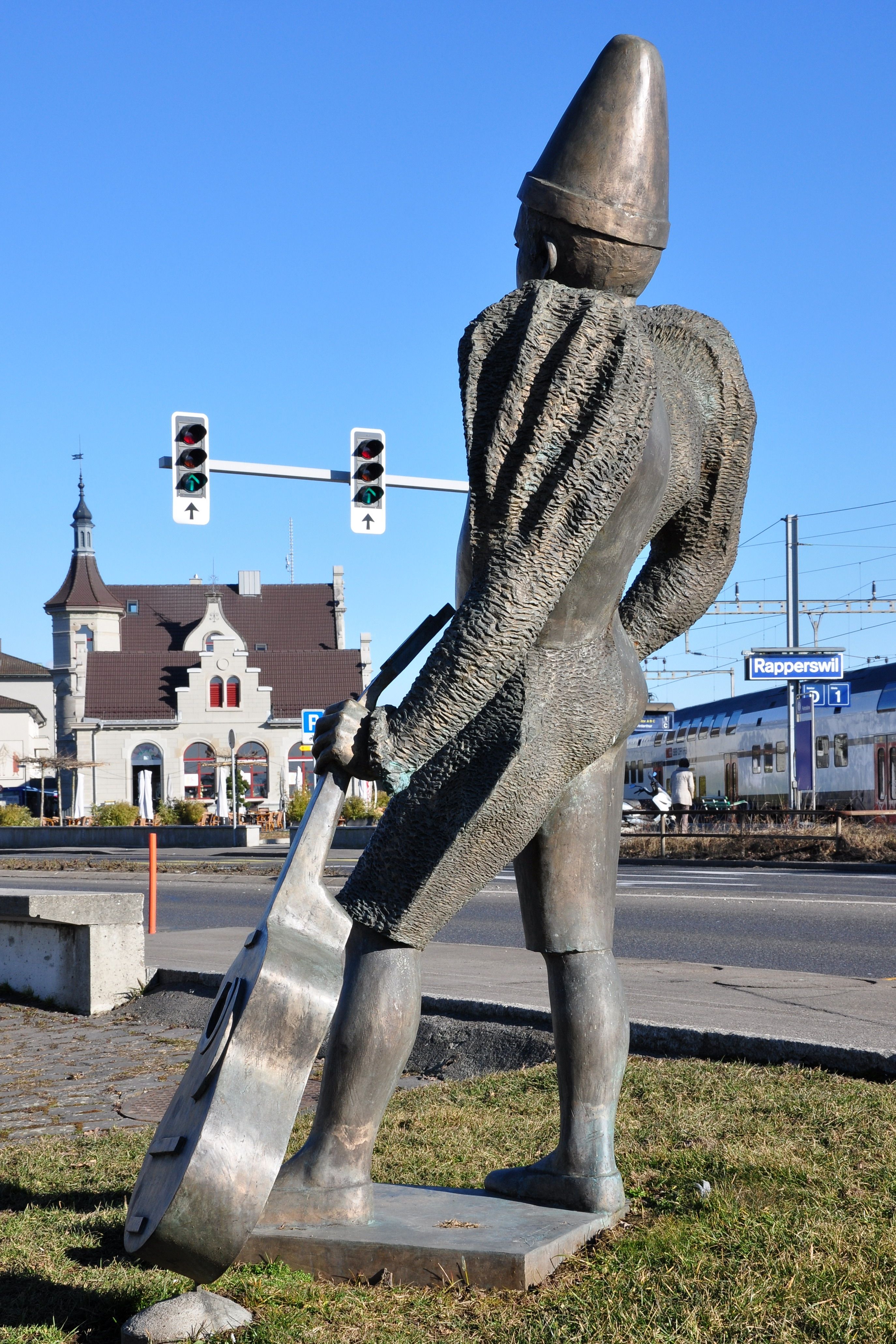
라퍼즈빌 항구에 위치한 서커스 크니 조각품

서커스 크니(독일어: Circus Knie)는 스위스 라퍼스빌에 기반을 둔 스위스 최대의 서커스이다.
서커스는 1803년 크니 가문에 의해 설립되었으며, 1919년에 열린 경기장에서 덮개가 있는 텐트로 바뀌면서 현재의 형태로 존재했다. 서커스는 오랫동안 동물로 유명했으며, 현재는 동물원 (크니 어린이동물원)을 운영하고 있다. 라퍼스빌에 있는 박물관은 2017년 7월에 문을 닫았다. 1999년 프랑코 크니는 몬테-카를로의 국제 서커스 축제에서 최고의 동물 조련사로 선정되었다.
오늘날 서커스는 약 200명의 직원이 있는 기업으로 프레디와 프란코 크니가 보험 회사 스위스 생명과 제휴하여 운영한다.
줄타기 곡예사 다비드 디미트리는 서커스와 관련이 있다. 태양의 서커스(Cirque du Soleil)와 공동 제작은 1992년에 시작되었다. 1999년 카를의 대담한 거리쇼(Karls kühne Gassenschau)는 스위스 국립 서커스와 함께 투어했다. 2000년에는 우엘리 비젤, 네다와 마이트 및 가르디 허터와 함께 6명의 광대 카바레를 포함하여 한나 & 킬이 중심 인물이다.
우르수스와 나데슈킨(Ursus & Nadeschkin)은 2002년 서커스 크니의 주연이자 헤드라인이 되었으며, 2002년 시즌 투어 동안 257회 공연하고 총 100만 관중을 보유하고 있다.
모나코 공녀 스테파니는 2001년과 2002년에 프랑코 크니와 연인 관계에 있는 동안 몇 달 동안 서커스와 함께 여행했다.

## 같이 보기
- 크니 어린이동물원